# Anarthrophyllum desideratum
Anarthrophyllum desideratum es una especie de plantas de planta fanerógama perteneciente a la familia Fabaceae. Es originaria de Argentina y Chile.

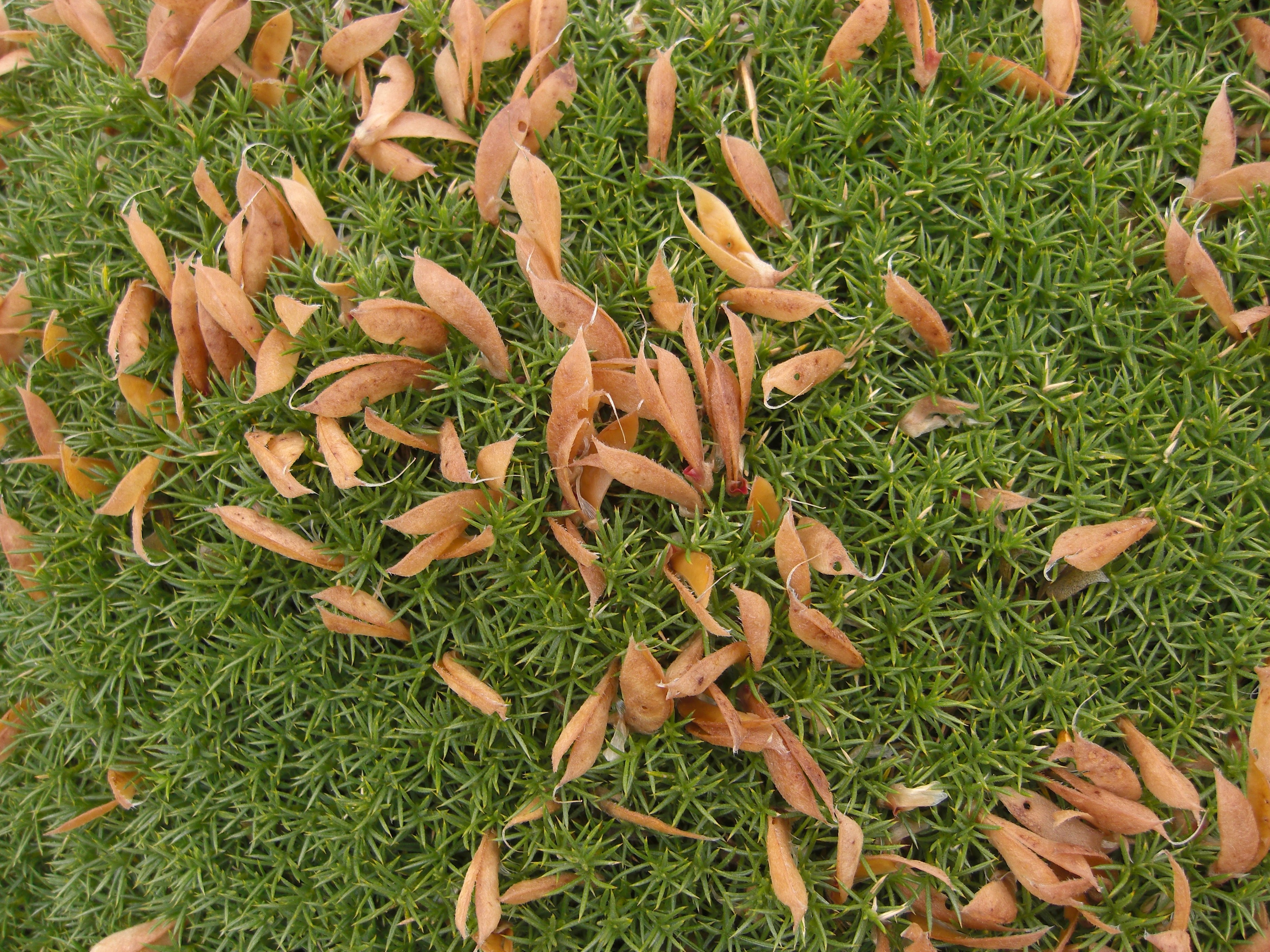
Frutos

## Taxonomía
Anarthrophyllum desideratum fue descrita por (DC.) Benth.  y publicado en Genera Plantarum 1: 478. 1865.
Variedad aceptada
- Anarthrophyllum desideratum var. morenonis (Kuntze) Speg.
- Anarthrophyllum desideratum var. mustersii Speg.

Sinonimia
- Anarthrophyllum beaufilsii Kuntze
- Anarthrophyllum bergii Hieron.
- Anarthrophyllum desideratum var. bergii (Hieron.) Speg.
- Anarthrophyllum prichardi Rendle
- Genista desiderata DC. basónimo[2][3]